# Nazionale maschile under 23 di calcio dell'Italia
La nazionale maschile under 23 di calcio dell'Italia fu la rappresentativa calcistica dell'Italia per la categoria di età pari o inferiore a 23 anni. Gestita dalla Federazione Italiana Giuoco Calcio, ha cessato di utilizzare la propria denominazione dopo la soppressione, nel 1977, del campionato europeo di calcio under 23; sua erede è la nazionale olimpica, che per regolamento internazionale ha gli stessi criteri di età di ammissione della vecchia under 23.
Il miglior risultato in competizioni UEFA fu il quarto di finale al campionato europeo under 23 del 1974; un'estemporanea riedizione della squadra, a vent'anni dalla più recente uscita, vinse nel 1997 il torneo calcistico dei Giochi del Mediterraneo. Quest'ultima rimane la più recente esibizione di una rappresentativa calcistica italiana con tale denominazione.

## Storia

### La nazionale giovanile
L'antesignana dell'under 23 fu la nazionale giovanile, che esordì il 6 aprile 1942, a Torino, contro l'Ungheria. In questo incontro era previsto che le due nazionali fossero composte da giocatori nati non prima del 1920, quindi di fatto si trattava di rappresentative under 23. Dopo la seconda guerra mondiale la nazionale giovanile – o "cadetti", come definita dalla stampa, o "primavera", come definita dalla FIGC – disputò regolari incontri almeno fino al 1960, sempre basandosi su rappresentative di giocatori di età inferiore ai 23 anni.

### La nascita
La nazionale under 23 venne istituita ufficialmente nel 1967, per delibera del Consiglio Federale della FIGC: con tale atto la Federcalcio stabilì che, dalla stagione 1967-68, la nuova rappresentativa sostituisse la nazionale B. La nuova nazionale debuttò il 20 dicembre 1967 in un'amichevole, giocata al City Ground di Nottingham, contro i pari età dell'Inghilterra, vinta alla fine dai padroni di casa per 1-0. La rappresentativa venne affidata a Romolo Alzani.

### La Coppa Latina

Una fase di Italia-Inghilterra disputata a Trieste dalle rispettive rappresentative under 23 nel maggio 1968.

Dopo un'altra amichevole giocata contro la nazionale inglese (1-1 il 25 maggio 1968 allo Stadio Giuseppe Grezar di Trieste, gara che aprì i festeggiamenti ufficiali per la prima redenzione della città giuliana), la rappresentativa, ora guidata dal tecnico della nazionale A Ferruccio Valcareggi, disputò la Coppa Latina "Under 23", a cavallo del 1969 e del 1970, che prevedeva un girone con gare di andata e ritorno con le rappresentative pari età di Francia e Spagna. Qui l'Italia colse solo una vittoria, nella gara di ritorno con la Spagna, disputata nel febbraio 1970.

La nazionale under 23 prima della sfida contro la Spagna dell'ottobre 1969

La prima vittoria in assoluto per la nazionale under 23 era avvenuta però in amichevole, contro i pari età dell'Irlanda del Nord, il 26 marzo 1969, a Brescia.

### L'europeo Under-23
Con l'istituzione dei campionati europei under 23 da parte dell'UEFA, la rappresentativa italiana partecipò a tale manifestazione, con alterni risultati. Nell'edizione del 1972 l'Italia, affidata ancora al selezionatore della nazionale A Ferruccio Valcareggi, venne inserita nel girone 6 con Svezia e Austria; giungendo seconda, alle spalle degli scandinavi, non passò al turno successivo. L'under 23, dopo aver battuto nelle prime due gare entrambe le sue avversarie, incappò in due sconfitte, nel girone di ritorno. Il match decisivo fu disputato il 21 novembre 1971, a Klagenfurt, con un clima gelido (temperatura di meno 5 gradi centigradi) e la neve a bordo del rettangolo di gioco. La nazionale italiana, che si sarebbe dovuta imporre con un largo 6-0 per superare la Svezia prima in classifica con 6 punti, ma una migliore differenza reti, andò in vantaggio già all'8º minuto, ma venne presto ripresa. Il gol della vittoria per i padroni di casa giunse al 4 minuti dal termine.
Nel corso dell'anno 1972 l'under 23 disputò solo due amichevoli, contro Israele A (vinta per 1-0 in trasferta) e contro la Svizzera B, terminata 1-1. Da questa stagione la rappresentativa fu affidata a Enzo Bearzot, visti gli impegni contemporanei con la nazionale maggiore per Valcareggi.

Il difensore tedesco orientale Sekora e l'ala destra italiana Caso, durante la partita fra le under 23 di Germania Est e Italia (2-1) del 17 aprile 1974

Nell'edizione del 1974 la nazionale eliminò, al primo turno, la Turchia con due vittorie. All'andata l'Italia s'impose per 3-1 ad Ankara, su un campo ghiacciato e temperatura di meno 8 gradi, mentre al ritorno, a Palermo, gli azzurri vinsero per 1-0. L'Italia fu poi eliminata dalla Germania Orientale, nei quarti di finale. All'andata la nazionale azzurra fu sconfitta a Taranto per 1-0, e perse anche al ritorno in Germania Est, per 2-1. L'Italia, passata in vantaggio a 20 minuti dal termine, venne ripresa dopo 8 minuti, e superata con un rigore, contestato dagli azzurri, all'85º minuto.
Per l'edizione del 1976 la rappresentativa venne ammessa al gruppo 5, assieme a quelle di Finlandia e Paesi Bassi. Anche in questo caso l'under 23 arrivò seconda, alle spalle della rappresentativa olandese, e perciò venne eliminata dalla manifestazione. La gara decisiva di svolse allo Stadio Olimpico di Roma, davanti a quasi 50.000 spettatori. La nazionale azzurra, per qualificarsi, aveva bisogno di una vittoria, ma l'incontro terminò 1-1.

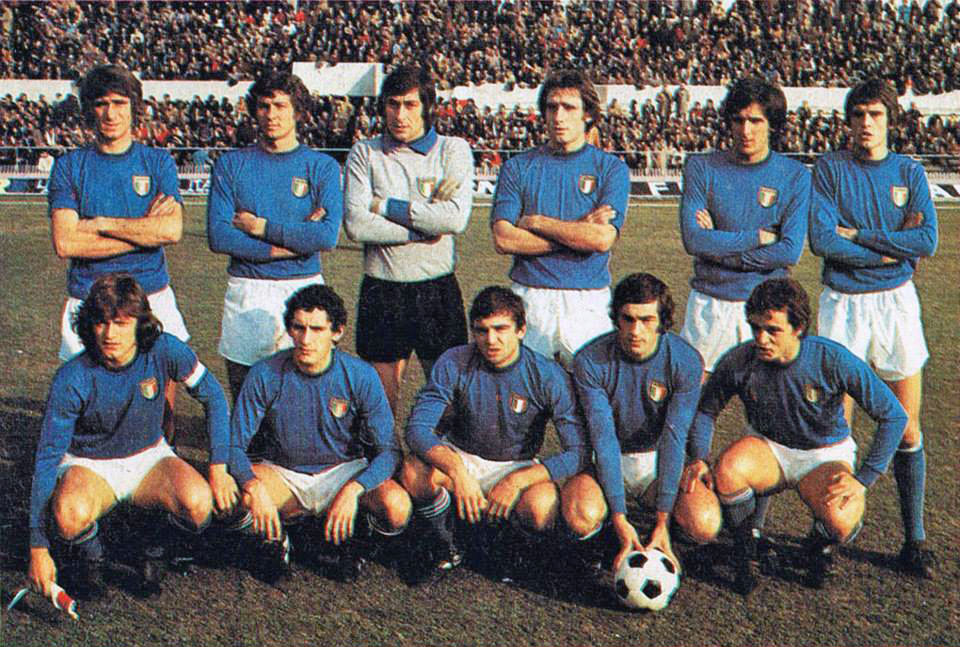
L'under 23 a Roma, nell'incontro di qualificazione all'europeo 1976 contro i Paesi Bassi

Nel corso del biennio l'under 23 disputò anche un match a Londra, il 27 ottobre 1975, contro il Chelsea, formazione militante nella Second Division inglese, valido per la Prince Philip Cup, trofeo in onore del principe Filippo di Edimburgo, che metteva in palio un milione e mezzo di lire. L'incontro terminò 0-0. La coppa fu consegnata agli azzurri, per essere tenuta per sei mesi in Italia, per poi tornare in Inghilterra.
Dalla stagione 1976-77, con l'abolizione del campionato europeo under 23, la relativa nazionale venne ridenominata "Sperimentale". Già nel febbraio del 1976 venne riproposta la nazionale B, a dieci anni di distanza dall'ultimo match. Venne disputato un incontro, a Essen, contro la Germania Ovest B; la rappresentativa era guidata da Azeglio Vicini. La definizione della nazionale però non è univoca, tanto che gli organi di stampa la definirono ancora come "Under 23" poiché Vicini era stato selezionatore di quest'ultima; ciò pur in presenza di convocati esperti, come Giacinto Facchetti.

### Le ultime apparizioni
Dopo la rinascita della nazionale B, l'under 23 cessò, di fatto, la sua esistenza.
Dal torneo olimpico del 1992 il regolamento stabilisce che le rose delle Nazionali devono essere composte da calciatori under 23. La FIGC ha però sempre annoverato le partite svolte da queste rappresentative come incontri disputati dalla nazionale olimpica, e non come incontri dell'under 23; la stessa scelta è fatta per le partite svolte in preparazione alla manifestazione olimpica, come il Torneo di Tolone 2008, vinto dagli azzurri.
Anche per i Giochi del Mediterraneo 1993 gli organizzatori decisero di aprire il torneo alle rappresentative under 23. La FIGC considera però anche questi incontri come giocati dall'olimpica.
Solo per i Giochi del Mediterraneo 1997 venne ripristinata la definizione di nazionale under 23, affidata a Marco Tardelli. L'Italia, dopo aver battuto l'Albania per 4-0 e pareggiato 0-0 con la Jugoslavia nel girone di qualificazione, eliminò la Spagna in semifinale col punteggio di 2-0, e batté la Turchia in finale per 5-1, aggiudicandosi la manifestazione.
Dopo che per l'edizione del 2001 gli organizzatori scelsero le rappresentative under 20, per l'edizione 2005 del Giochi del Mediterraneo si tornò alle under 23. La rappresentativa italiana, affidata a Pietro Ghedin, venne eliminata nei quarti di finale dalla Spagna; l'incontro venne sospeso all'87' in quanto la rappresentativa azzurra era rimasta con soli 6 uomini in campo, a seguito di 5 espulsioni. La FIGC non annovera però gli incontri di questa manifestazione fra quelli dell'under 23.

## Palmarès
- Torneo Mediterraneo:

 1997

## Commissari tecnici
- Enzo Bearzot (1969-1975)
- Azeglio Vicini (1975-1976)
- Cesare Maldini (1993)
- Marco Tardelli (1997)
- Pietro Ghedin (2005)